# デジタルシネマ
デジタルシネマ（英語: Digital cinema）とは、銀塩フィルムの映画カメラの代わりに、デジタル記録方式のビデオカメラを撮影に使って録画・録音し、さらに映像編集から配給・上映・映写機に至るまでの一連のプロセスに、デジタルデータを使用する映画である。

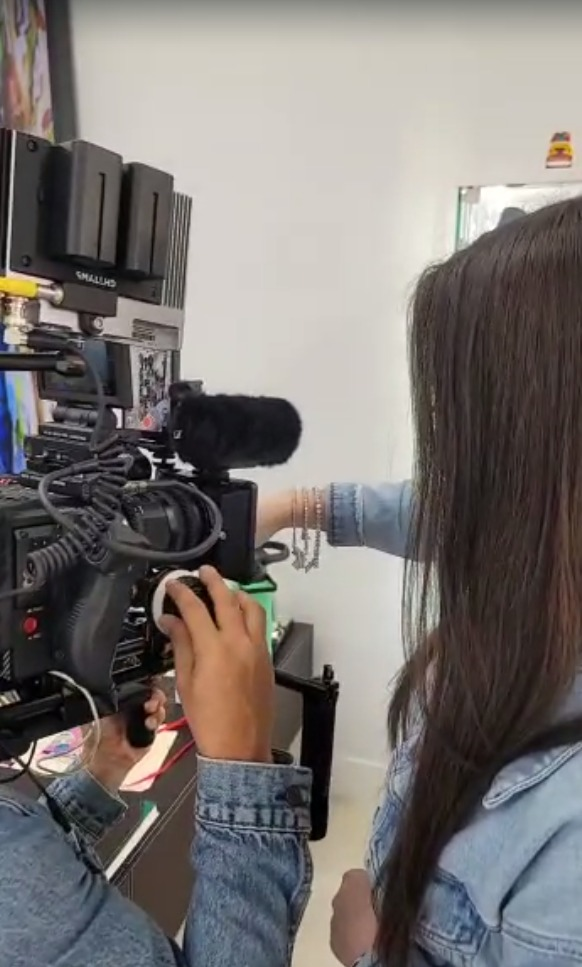

## 概要
コンピュータの発達と共に、映画製作の過程でも、編集作業や特殊効果をコンピュータグラフィックスなど「デジタル技術」を利用するようになり、光学的に撮影した映像フィルムをデジタル・データに変換して、デジタル処理による動画の加工後、再び銀塩フィルムに戻す「キネコ」の作業が不可欠となっている。それならば、いっそ撮影と上映もデジタル化する事で、相互変換の工程を省き、時間とコスト、その他アナログが抱えるあらゆる制約を払拭してしまおうと言うのが、デジタルシネマの基本構想である。

## 普及率
2024年現在、ほとんどの映画館はデジタルシネマ方式を導入している。2023年12月末における全スクリーンに対するデジタルシネマ採用率は98.6%（3,602/3,653）である。

## 利点
まず技術的な背景について説明する。化学的な反応とその粒子サイズに制約を受ける銀塩フィルムに比べて、CCDやCMOS撮像素子といった電子部品は20世紀末から急速に進んだ微細加工技術の恩恵を受けて高密度画素と同時に感度が高くダイナミックレンジも広くなっている。
すでに商業映画作品の殆どがコンピュータで何らかの画像処理を行っており、従来はフィルムで撮影した画像をフィルムスキャナで1コマずつデジタル・データに変換していたが、その過程で画像データの劣化が避けられなかった。一方、デジタル機材で撮影されたデータはコンピュータでの加工に適している。
デジタル撮影により、撮影フィルムの現像・スキャンの手間とコストが省かれ、さらに即時に再生確認ができる利点がある。また、従来のフィルムによる撮影では無駄になるフィルムが多く、カメラの起動時にフィルムが安定した速度に達するまでのコマやフィルムマガジンを脱着するだけでも前後のフィルムが無駄になった。更に、カメラに装着できるフィルムの長さに制約があり、連続した長時間撮影が出来なかった。デジタル撮影機材の導入により、それらの問題が解決された。

## 映像
このようにビデオによる撮影には利点が多いが、解像度が低いという大きな欠点があった。しかし、標準テレビ画質を超えるハイビジョンが開発されたことにより、映画に使用できるようになった。ハイビジョンは開発当初から35ミリフィルム映画に匹敵するとされ、1035i/60や1080i/60による撮影が行われた。その後、1080p/24による撮影が主流となった。これは映像をキネコによってフィルムに転写する必要から、プルダウンと呼ばれるコマ数（フレーム数）変換の必要の無い毎秒24コマとするためである。また1080pよりコストが低い、720pによる撮影が行われた。
2006年からハリウッド映画を中心にDigital Cinema Initiatives（DCI）の仕様が決まった。
DCI規格では映像は2K（2048×1080）または4K（4096×2160）の解像度でJPEG 2000で圧縮され、フレームレートは24または48fpsである。音声は最大16チャンネルのBWFフォーマットで量子化深度は24ビット、サンプリング周波数は48kHzまたは96kHzである。色空間はCIE XYZでビット深度はコンポーネントあたり12bitであり、これは1ピクセルあたり36bitとなる。ただし、2K/48fpsの場合はコンポーネントあたり10bitも許容される。ガンマ値は2.6となっている。また、映像の最大ビットレートは250Mbpsである。これら定められた仕様でマスタリングされたデジタルデータをDCPと呼ぶ。
このうち「2K」、2048×1080がデジタル上映において、まず普及した。2006年12月には全館デジタル上映のシネマコンプレックスが登場し、2008年7月には、オンライン配信によるフルデジタルのシネマコンプレックスが登場した。
「4K」は2Kの4倍の画素数であり、鮮明な映像となっている。その後、映画館にあるプロジェクターは、2Kから「4K」4096 x 2160に移行してきている。撮影においても、より高精細なものが求められていたため、映画用カメラでも「4K」4096×2160で撮影できる機材が販売され、「4K」で撮影されるようになった。ソニーのCineAltaやキヤノンのCINEMA EOS SYSTEM、パナソニックのHC-Xシリーズなどが4Kに対応している。
しかし8Kなどの更に高解像度の映像フォーマットの登場に伴い、撮影時の解像度に縛られてしまうデジタル撮影の欠点が再び問題視され、またデジタルデータの保存性に対する不安などもあり、再テレシネによりいくらでも高解像度のデジタル映像に変換可能なフィルムでの撮影に回帰する動きも見られる。

## 撮影
2000年ではデジタルシネマの推進に最も意欲的だったのが、『スター・ウォーズシリーズ』で知られるジョージ・ルーカスである。彼は『クローンの攻撃』において長編映画では史上初めて完全デジタル撮影を行うと共に、当初は「本作はデジタル上映以外は許可しない」と発言していたが、後者についてはデジタル上映環境の普及が不十分なことから撤回された。
『スター・ウォーズ エピソード2/クローンの攻撃』『エピソード3/シスの復讐』や『リリイ・シュシュのすべて』、さらに『頭文字D』などの映画はビデオカメラHDCAMにより、1080p24で撮影され、編集機材もHDTV用の物が使用されている。また、『スパイ・ゾルゲ』、『ビートキッズ』、『男たちの大和/YAMATO』などはビデオテープすら使用せず、ハードディスクにデータとして記録した。
現在では、パナビジョンのジェネシス、ソニーのCineAlta F35、F65、ダルサ オリジン、レッドワン、アリフレックス D-20など、より高い解像度が撮影できるデジタル映画カメラが登場した。

## 上映
キネコされてフィルムに転写されたデジタルシネマは従来型フィルムであるため、多くの映画館で上映可能である。しかし、キネコ作業やフィルムのコピー、配送のコスト削減や時間短縮のために、映像ソフトがデジタル・データのままで配給および上映が試みられており、一部の先進的な映画館にはDLP技術を採用したビデオプロジェクタが導入されて、撮影から上映まで一切フィルムを使用しない映画興行が実現されている。対応している映画館では、映画の上映以外にも、スポーツやコンサートの生中継（ライブビューイング）の上映も行なっている。
デジタル上映によって、上映用フィルムの原価やデュープ代、輸送費（デジタルなら有線データ回線による転送も可能である）や保管費などのコストが削減される上、フィルムの劣化や損傷も無く製作者の意図に限りなく近い状態の上映が可能である利点がある。ただし、製作者側の対応のみで済むデジタル撮影と違い、デジタル上映の普及には各映画館側の設備投資が必要であり、普及には時間を要する。
DVD・Blu-ray Discソフト化では、デジタルデータから直接マスタリングできる。DLP方式に代って、レーザーによる単色光を光源とするレーザープロジェクタの実用化に向けた開発も行われている。

## デジタル3D映画
デジタルシネマ構想の切り札とされているのが、デジタル3D（立体）映画である。
前述の様にデジタルシネマの最大の障害はデジタル映写機の普及の伸び悩みであり、画質などでは従来のフィルム映写機と大差なく映画館側にとって設備投資するだけのメリットが薄い事が問題となっていた。加えて、ブルーレイやホームシアターなどの家庭視聴環境の進歩による観客の映画館離れを食い止めるため、フィルム上映や家庭では再現できないコンテンツの差別化が必要とされた。
2005年3月、ラスベガスで開催された映画関係者向け展示会ショーウェストにて、ルーカスをはじめロバート・ゼメキス、ジェームズ・キャメロンら著名監督がこの問題についてシンポジウムを行い、打開策として打ち出されたのがデジタル3D映画の推進であった。
同年、ディズニーのCG映画『チキン・リトル』をILMにて3D化処理を行った物を一部映画館にてデジタル上映したところ、入場料が割増だったにもかかわらずフィルム2D上映の映画館に比べて4倍前後の動員数を記録、デジタル3D映画の威力が示された。以降も3D上映を行う作品は増加し、2009年には『モンスターVSエイリアン』『ファイナル・デッドサーキット 3D』などメジャー映画会社の3D映画が一斉に公開された。さらに、日本初の3D映画『侍戦隊シンケンジャー 銀幕版 天下分け目の戦』が公開され、年末には真打ちとも言えるキャメロンの『アバター』が自身の『タイタニック』を抜き興行収入記録を更新した事で、3D化の流れは決定的な物となり、これを受けてデジタル映写機の導入も活発化している。
デジタル加工技術による過去の作品の3D化も考えられているが、最初から3D用に撮影された実写映像やコンピュータ上で再構成が可能なCG映画と異なり、通常の2次元的な実写やセル動画アニメの映画を3D化するのは極めて困難である。キャメロン自身のリメイクによる『タイタニック 3D』に於いても、スタッフ約300人と制作期間60週以上、製作費1,800万ドルをかけてようやく完成させている。

### デジタルシネマ参加会社
- ウォルト・ディズニー・カンパニー
- 20世紀フォックス
- メトロ・ゴールドウィン・メイヤー
- パラマウント映画
- ソニー・ピクチャーズ・エンタテインメント
- ユニバーサル映画
- ワーナー・ブラザース

### デジタルシネマに関連する会社の一覧
- Canon - 映画制作機器 CINEMA EOS SYSTEMの製造・販売
- Kodak - 映画館のシステム統括者
- NEC - 投影機製造
- Sony - デジタル投影機及びプレイバックシステム製造
- Texas Instruments - DLP投影機のデバイスを開発、生産
- EFP - HDTVビデオ機材を使い映画を制作すること
- RED DIGITAL CINEMA - 撮影機材を開発
- DMD - 投影素子
- アーノルド&リヒター - フィルム映画用カメラの最大手、最近はデジタル用カメラも開発
- ブラックマジックデザイン - 撮影機材を開発
- アズボンド - 特殊機材の運営
- Panasonic - デジタル映画用カメラ VARICAMの開発と販売
- フィッシュアイ - 水中撮影機材の開発と販売
- アクアジオグラフィック - 空中、水中、陸上における4K映像の制作
- M・SOFT - 映像ソフトの開発
- grass valley - 映像機材の開発と販売
- enRoute - 空中撮影機材の開発と運営
- GRIFFITH - 特殊機材の運営
- ATV株式会社 - 編集機材の開発と運営と販売
- Studioあーと・夢 - 空中撮影機材の開発と運営
- NKL - 特殊機材の運営
- Nekojarashi - 映像製作管理サービス「JECTOR」の運営
- nobby-tech - 撮影機材の開発と運営
- スタジオ赤組 - 空中撮影機材の開発と運営
- クリスティ・デジタル・システムズ - デジタル投影機製造
- 極楽映像社 - 4K映像の制作
- Libec - 三脚等の開発と販売
- alpedia - 4K/8K映像の制作
- en:3ality Technica - 3D映像撮影システムの開発